# Copiapoa montana

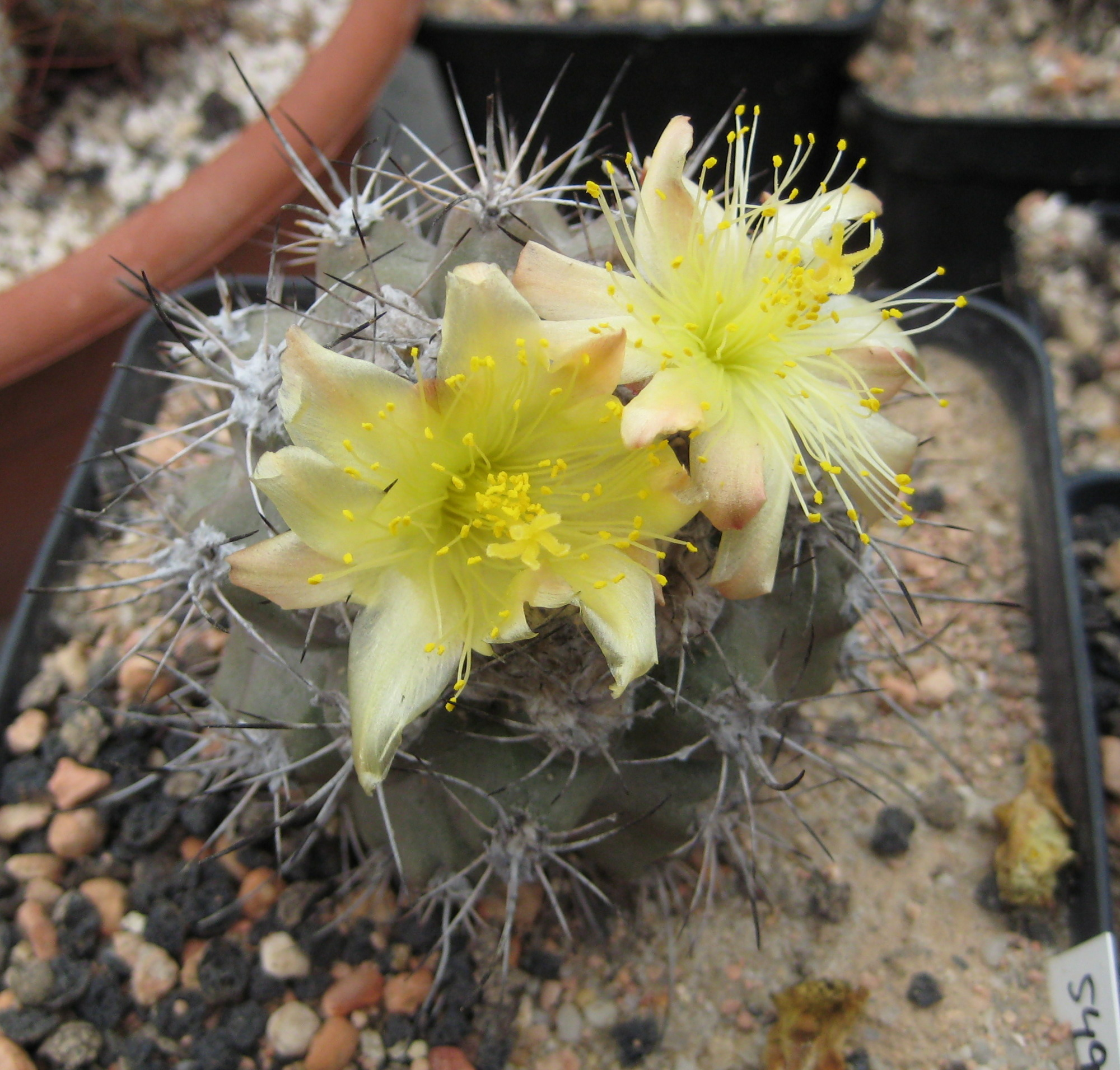
Copiapoa montana

Copiapoa montana ist eine Pflanzenart aus der Gattung Copiapoa in der Familie der Kakteengewächse (Cactaceae). Das Artepitheton montana stammt aus dem Lateinischen und bedeutet ‚Bergbewohner‘.

## Beschreibung
Copiapoa montana wächst meistens mehrköpfig und bildet dabei kleinere Gruppen. Die kugeligen bis kurz zylindrischen Triebe sind graugrün. Sie werden bis zu 20 Zentimeter hoch und erreichen dabei einen Durchmesser von 5 bis 10 Zentimeter. Die 10 bis 17 Rippen sind nur 7 bis 8 Millimeter hoch und etwas gehöckert. Die Areolen sind groß und mit bräunlicher Wolle besetzt. Sie sind 5 bis 10 Millimeter voneinander entfernt. Die Dornen sind kräftig, gerade oder ein wenig gebogen und 1,5 bis 2 Zentimeter lang. Sie alle gleich lang und meist braunrot bis schwarz gefärbt. Es werden ein bis drei Mitteldornen und vier bis sieben Randdornen unterschieden.
Die gelben Blüten erscheinen im Scheitel. Sie sind bis zu vier Zentimeter lang. Die Früchte sind kugelig geformt. Sie messen bis zu ein Zentimeter im Durchmesser und sind hellgrün bis rötlich oder bräunlich gefärbt.

## Verbreitung, Systematik und Gefährdung
Copiapoa montana ist in Chile in der Región de Antofagasta bei Taltal verbreitet.
Die Erstbeschreibung erfolgte 1960 durch Friedrich Ritter. Nomenklatorische Synonyme sind Copiapoa hypogaea var. montana (F.Ritter) G.J.Charles (1998) und Copiapoa montana subsp. oliviana (F.Ritter) Doweld (2002 unkorr. Name ICBN-Artikel 6.6, 11.4).
In der Roten Liste gefährdeter Arten der IUCN wird die Art als „Least Concern (LC)“, d. h. als nicht gefährdet geführt.

## Nachweise